# Hong Kong Syndikat
Hong Kong Syndikat (aussi écrit Hongkong Syndikat) est un groupe allemand de pop, originaire de Rodgau, actif dans les années 1980. Il est composé de Bruno Grünberg Jr. (chant) et Gerd Plez (voix, production), Hans Schmidt-Theissen (production).
Le groupe se fait connaître en 1986 par une reprise de la chanson Concrete and Clay (à l'origine interprétée par Unit 4 + 2) et s'imposent au hit parade avec le tube Too Much (ces deux chansons étant extraites de leur album Never Too Much). Leur album suivant Des Teutons Pas Nippons parait l'année suivante, mais ne connait pas le même succès, les incitant alors à arrêter leur carrière.

## Histoire
Au début de la décennie, le décorateur et DJ Bruno Grünberg, le graphiste Hartmut Möller et Gerd Plez, qui se connaissaient déjà depuis leur jeunesse à Brême, se rencontrent dans ce qui est alors le Berlin-Ouest. Ils forment Hong Kong Syndikat, obtiennent rapidement un contrat de disque chez Teldec, et y publient leur premier album, Erster Streich. Le premier single, Berlin bleibt doch Berlin, contient comme sample du titre un court extrait du discours du président américain de l'époque, Ronald Reagan, lors de sa visite le 11 juin 1982 à Berlin-Ouest. Alors que le groupe chante encore principalement en allemand sur le premier disque, ils enregistrèrent les albums suivants en anglais - également pour s'orienter vers le marché anglophone.
En 1984, Hong Kong Syndikat donne un concert à New York ; en août de la même année, le groupe enregistre à Londres son deuxième album, Long Olympia, produit par Rusty Egan, un membre du groupe Visage. Sur cet album, on peut notamment entendre le batteur Curt Cress. En 1985 suit l'album 'Never Too Much, qui se hisse à la 56e place du classement des albums allemands. Les singles Too Much et Concrete and Clay, ce dernier étant la reprise d'une rareté de Unit 4 + 2, ont du succès.
Hong Kong Syndikat ne réussit pas à renouveler ses succès précédents ; l'album studio Des Teutons Pas Nippons, sorti en 1987, est un flop. Deux ans plus tard, en 1989, le groupe se sépare. Gerd Plez travaille ensuite comme parolier.

## Discographie

### Albums studio
- 1982 : Erster Streich
- 1984 : Olympia
- 1985 : Never Too Much
- 1987 : Des Teutons Pas Nippons

### Singles
- 1982 : Berlin bleibt doch Berlin
- 1984 : Berlin
- 1984 : Samba Olec
- 1985 : Too Much
- 1986 : Concrete and Clay
- 1986 : Girls I Love
- 1986 : Flash
- 1987 : No More Sorrow
- 1989 : Real Men Don't Eat Gummibears
- 1994 : Unusual
- 1998 : Sugarcane